# ハンス・フォン・ゼークト
ヨハネス・フリードリヒ・レオポルト・フォン・ゼークト（Johannes Friedrich Leopold von Seeckt、1866年4月22日 - 1936年12月27日）は、ドイツの陸軍軍人、政治家。ヴァイマル共和国軍最大の実力者。最終階級は上級大将。通称はハンス・フォン・ゼークト（Hans von Seeckt）。
帝政時代には陸軍参謀総長、ヴァイマル共和政時代には陸軍兵務局長、陸軍統帥部長官を務め、1920年代前半のヴァイマル共和国軍最大の実力者として「国家の内部における国家」である軍の権威を確立し、軍部に多大な影響力を持っていた。また1930年には国会議員も務めた。

## 生涯

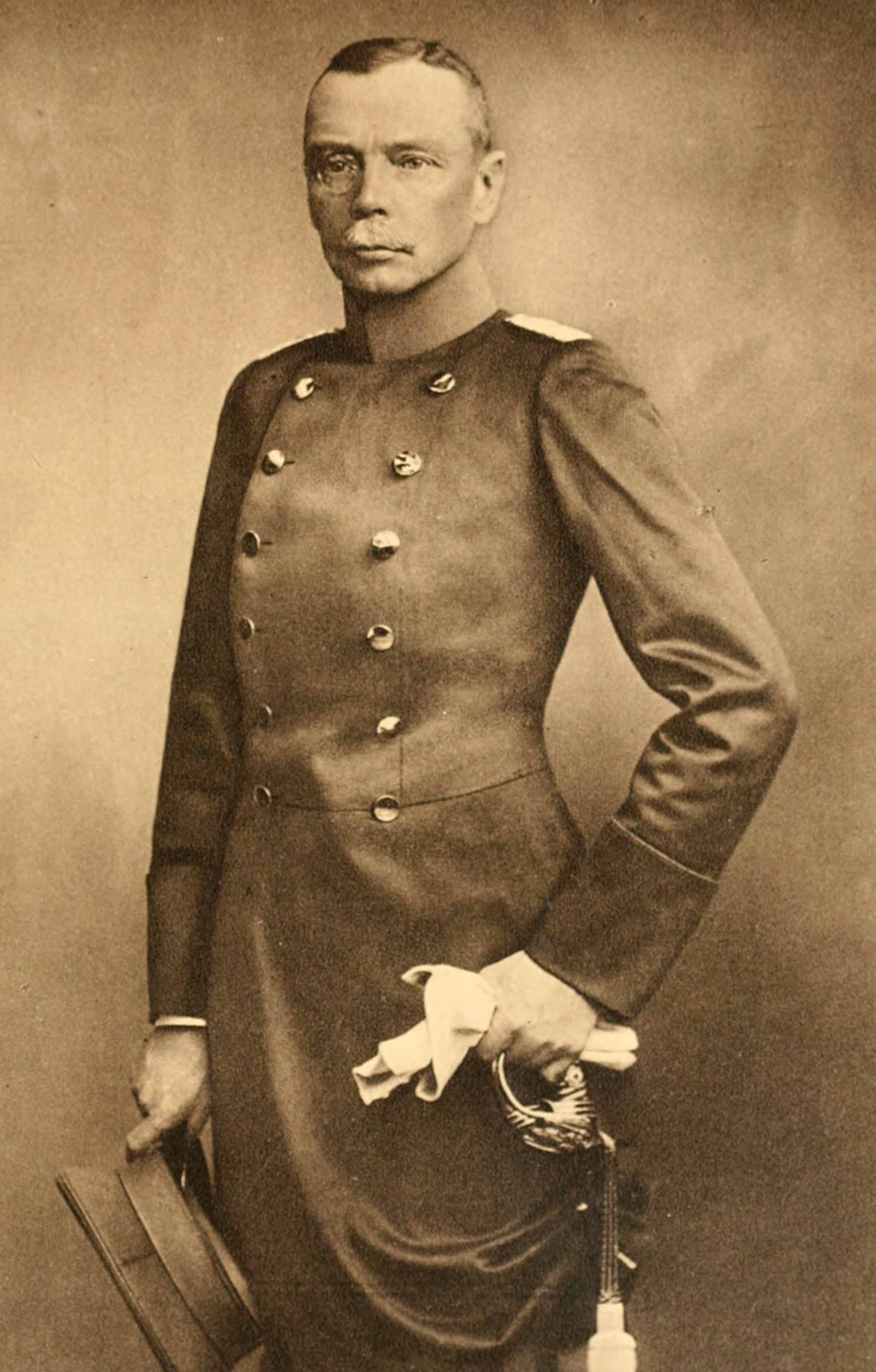
帝政ドイツ時代のゼークト

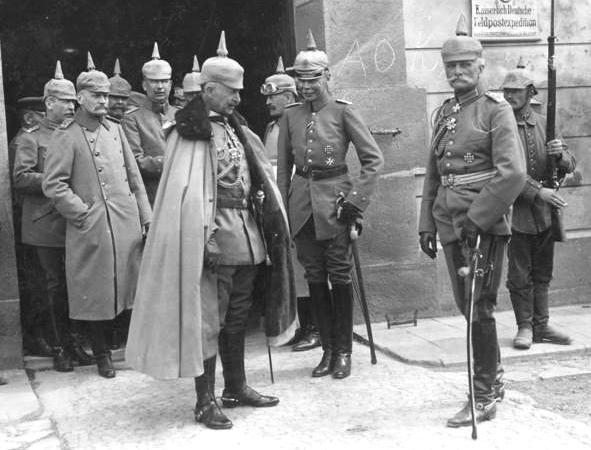
1915年、ハンス・フォン・ゼークト（右から3番目）とヴィルヘルム2世（中央）およびマッケンゼン（右から2番目）

1866年にシュレースヴィヒ＝ホルシュタイン州でプロイセン陸軍将校の息子として生まれる。ゼークトは1885年に陸軍に入隊、ベルリンのアレクサンダー近衛擲弾兵第一連隊に配属される。陸軍大学校卒業後、1899年に参謀本部作戦課に勤務する。第一次世界大戦勃発時には第3軍団参謀長であったが、戦時中には主に東部戦線に従軍した。1915年3月以降はアウグスト・フォン・マッケンゼン将軍の参謀長として随行した。 ゴルリッツ＝タルノフ攻勢 を勝利に導いたほか、第二次セルビア侵攻作戦の計画を立案し、名を上げた。1916年夏にはガリツィアのオーストリア＝ハンガリー帝国第7軍参謀長を務め、1917年末にはオスマン帝国軍総参謀長に就任している。

### 軍の最高実力者

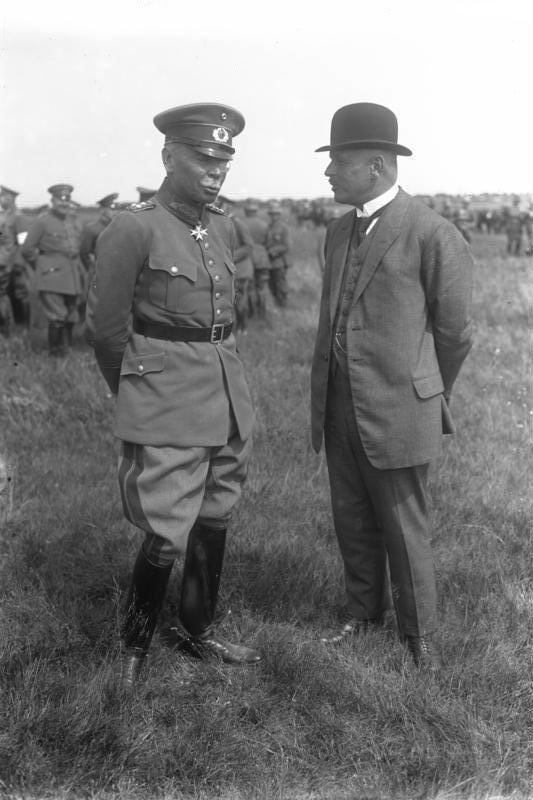
ゼークトとゲスラー（1930年）

敗戦後の1919年、パリ講和会議ではドイツ側の陸軍代表として参加した。またパウル・フォン・ヒンデンブルクの退任後には参謀本部総長を務めたが、ヴェルサイユ条約によりドイツは軍備を10万人に制限され、参謀本部も禁止された。しかし参謀本部は兵務局と偽装され、ゼークトはその局長に就任した。1920年のカップ一揆に社民党政治家のノスケ国防大臣の鎮圧命令を「軍は軍を撃たない」と拒否し、軍の独自性を確保した。またヴァルター・ラインハルトとの政治闘争に勝利し、3月には陸軍統帥部長官 (Chef der Heeresleitung der Reichswehr、陸軍総司令官) に就任する。ゼークトは10万人の陸軍をエリート化して将来拡大する国民軍の中核とする構想を抱いており、また革命期のロシア（ソビエト連邦）と提携して再武装を行おうとした。これはラパッロ条約の締結となって実を結び、ヴェルサイユ条約が禁じる戦車・化学兵器・航空機などの兵器をロシア奥地で開発研究することにつながった（これは「黒い国防軍」計画と呼ばれる）。
1923年、ルール占領にともないドイツは混乱状態に陥った。11月5日、フリードリヒ・エーベルト大統領はヴァイマル憲法48条の非常大権を発動し、ゼークトに一種の軍事独裁権を付与した。ゼークトはザクセン州やテュービンゲンの左翼運動には即座に軍による弾圧を加えたものの、ミュンヘン一揆については国防軍の直接介入を避ける形で鎮圧した。
1926年、ヴュルテンベルクにおける歩兵連隊の演習にヴィルヘルム2世の孫ヴィルヘルム・フォン・プロイセン王子を独断で招待したことを、ゲスラー国防相を始めとする政府から非難されて辞職、退役した。

### 退役後
その後は軍事評論家として活動を行ったが、1930年から1932年まではドイツ人民党(Deutsche Volkspartei)の党員として国会に議席を得た。1931年のハルツブルク戦線にも参加したが、政治的には不遇であった。1932年の大統領選挙では現職のヒンデンブルクに不満を抱く右派によって候補として擁立する動きもあったが、結局テオドール・デュスターベルクが出馬することになった。

### 中華民国との接触

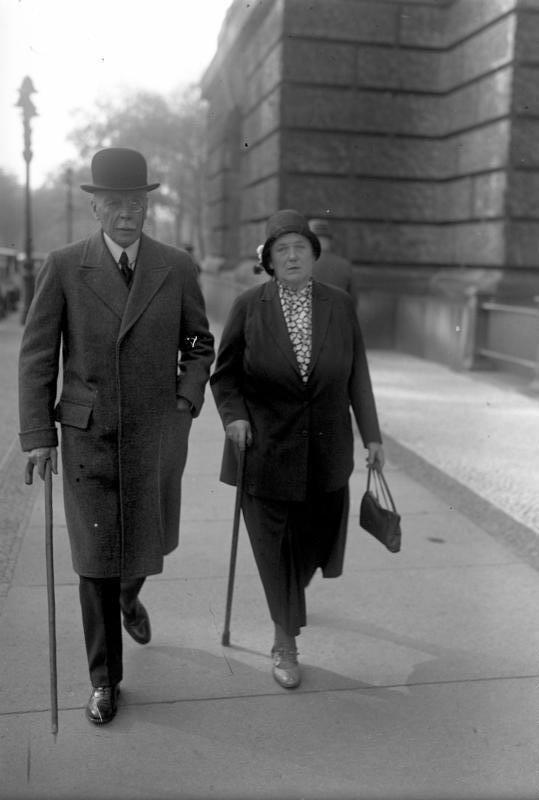
1930年、国会に向かうゼークトと妻ドロテー。

一方、中華民国の中国国民党政権は、相次ぐ内戦の中で、ドイツの軍事技術と兵器を求めていた。ゼークトは1920年代から中華民国側と交渉において接触しており、中国側もゼークトに信頼感を抱いていた。1931年9月18日の満州事変後、国際連盟が事件の調査団を派遣しようとしていた際には、ドイツ代表としてゼークトが候補の一人となっていたが、蔣介石もドイツ代表としてゼークトを希望するほどだった。
またドイツ経済界にとっても中国市場は魅力的であり、中国各地にドイツ系の商社が置かれ、武器の輸出に関与していた。広州に本拠を置くペルツ中国商会もそんな企業の一つであり中国にドイツ製武器工場を建設しようとしていた。1931年には同社のアンドレアス・マイアー＝マーダー退役大尉がゼークトに接触した。この交渉は妥結しなかったものの、マイアー＝マーダーは国民党広西派との間で広州に武器工場を建設するという協定を締結し、1932年7月にはゼークトと再び交渉を行った。ゼークトはマイアー＝マーダーにハンス・クラインを紹介し、この計画を支援することを決定した。クラインはやがてペルツ中国商会を交渉の場から引きずり落とし、プロジェクトを独占しようとしたが、ゼークトはクラインの動きを完全に支持していた。
一方で蔣介石はドイツ大物軍人を中国に招待する希望を持っていた。蔣介石と国防部次長陳儀は在華ドイツ軍事顧問団団長ゲオルク・ヴェッツェルと不仲であり、彼らは新たな団長としてゼークトをテストする構想を持っていた。1932年5月には軍を通じてゼークトを中国旅行に招待したが、政治的な動きを行っていたゼークトが中国訪問を決定したのは1933年1月30日のヒトラー内閣成立後だった。1933年4月14日にはマルセイユを出港し、5月6日に香港に到着した。ゼークトは日記に「私は静謐を得たいと考え、中国に来た。なんという皮肉であろう。それはすべて金のためだけなのだ。私はここで何をなすべきなのか。」と記している。ゼークト夫人のドロテーは贅沢好きで知られており、ゼークトが蔣介石の招待に応じたのは金銭が目的であった。一方でドイツ外務省はドイツ軍人が国外で活動することを望んでおらず、また日本との関係を刺激することを怖れていた。外務省は帰途に日本を訪問するよう要請したが、ゼークトは「中国当局を不快にしかねない」と拒絶した。蔣介石はゼークトに3万ライヒスマルクを贈っていたが、5月28日の会談後には1万ライヒスマルクをさらに贈呈した。会談後には蔣介石夫人宋美齢を「夫よりはるかに勝る」と評価している。その後ゼークトは北京に滞在していたが、ヴェッツェルの批判を行うようになり、蔣介石政権に接近しようとしていた。ゼークトの中国旅行にも協力したヴェッツェルはこの背信に怒り、ドイツ大使館に対してゼークトを「この男」呼ばわりする書簡を送っている。一方でクラインおよび新広西派との関係は次第に重荷に感ずるようになっていた。7月14日、ゼークトは帰国の途に就き、8月8日にマルセイユに到着した。

### 中華民国軍事顧問

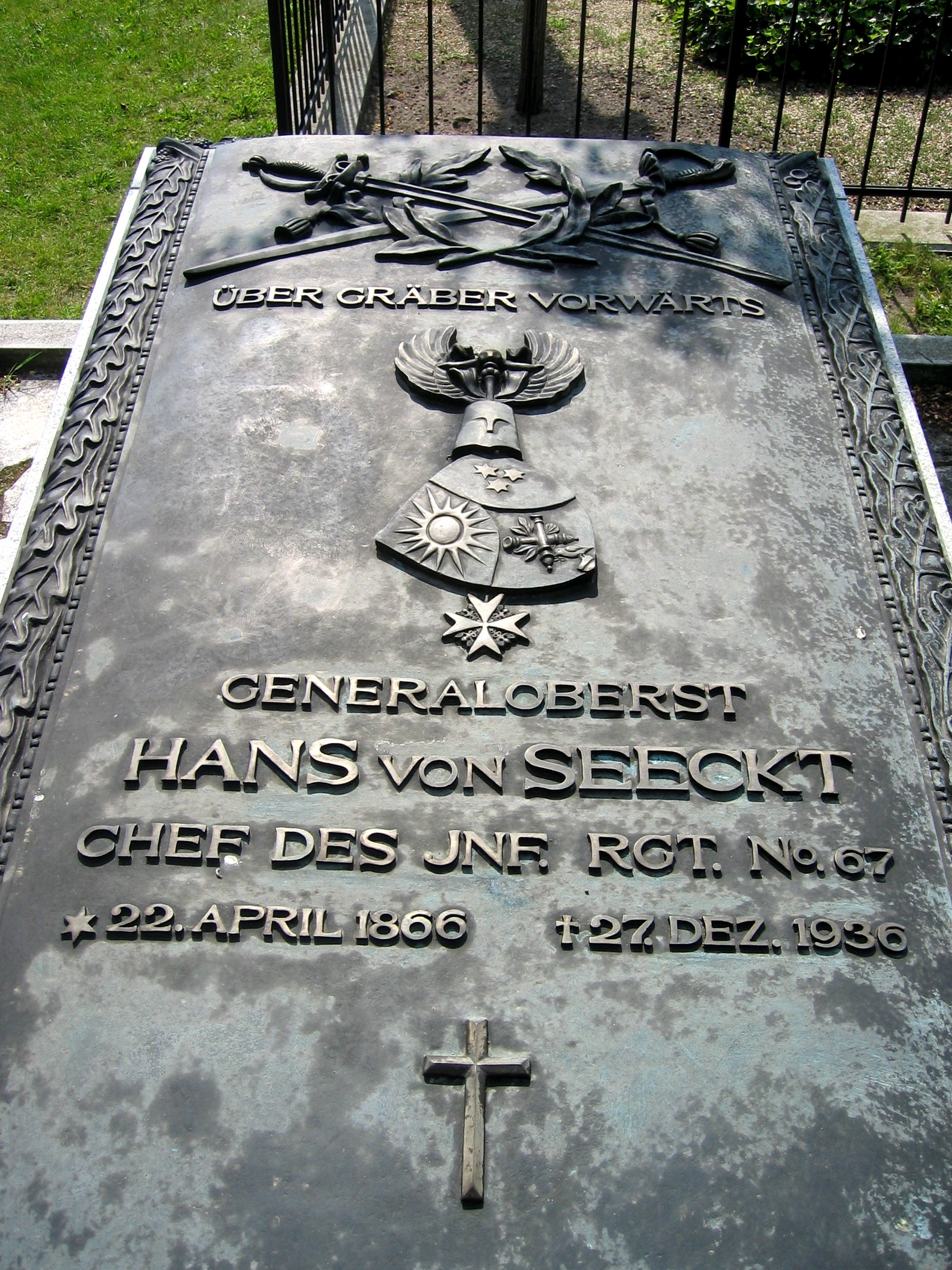
ベルリン軍人墓地にあるゼークトの墓

9月29日、蔣介石はゼークトと再会する希望を打電し、9月30日には正式にヴェッツェルの後任として顧問団長就任を要請する書簡を送った。ゼークトからこの報告を受けたコンスタンティン・フォン・ノイラート外務大臣はこの要請を断るように求めた。ゼークトはこれに応じ、代わりに蔣介石の個人顧問としてアレクサンダー・フォン・ファルケンハウゼン、軍事問題の再編担当顧問としてヴィルヘルム・ファウペルを推薦することにした。しかし蔣介石は断念せず、ヴェッツェルの倍額の報酬を提示し、正規の外交ルートをも使ってゼークトの就任を要請した。ここにいたって外務省も2、3ヶ月の視察旅行としてのゼークト訪中を許可した。ゼークトは妻ドロテーをともなって1934年3月9日に出発し、4月8日に上海に到着した。
5月2日、ゼークトは蔣介石と会談し、国民政府軍の再編を委嘱された。ゼークトは主要な軍幹部と会談する権限を得、さらに蔣介石が不在の際の軍事指揮権をも委任された。ゼークトは早速六個師団の編制を提案し、蔣介石の厚い信任を得た。しかし体調を崩して多病となり、一時は死を危ぶまれるほどであった。一方でゼークトはクラインと広西派のプロジェクト支援にも関与を求められ続けたが、蔣介石の不興を買うこのプロジェクトを忌避するようになっていった。またドイツ本国の国防軍・外務省が広西派との関係強化をはかっていたが、ゼークトはこれらの事実を蔣介石に伝えることを躊躇していた。蔣介石はこれらの事実を察知し、言及しないゼークトに対する不信をかえって強めた。板挟みとなったゼークトは心身をすり減らし、1935年3月1日には顧問辞職の辞表を提出した。蔣介石はこの辞表を受理しなかったものの、3ヶ月の帰国休暇を与えた。そのまま帰国したゼークトは、二度と中国には戻らず、顧問団の役割はファルケンハウゼンに受け継がれた。ゼークトの在任中に上海周辺に構築された防御陣地は「ゼークトライン」と称された。陣地は1937年の第二次上海事変の際に、日本軍に大打撃を与えたものの、最終的には日本軍に攻略されている。

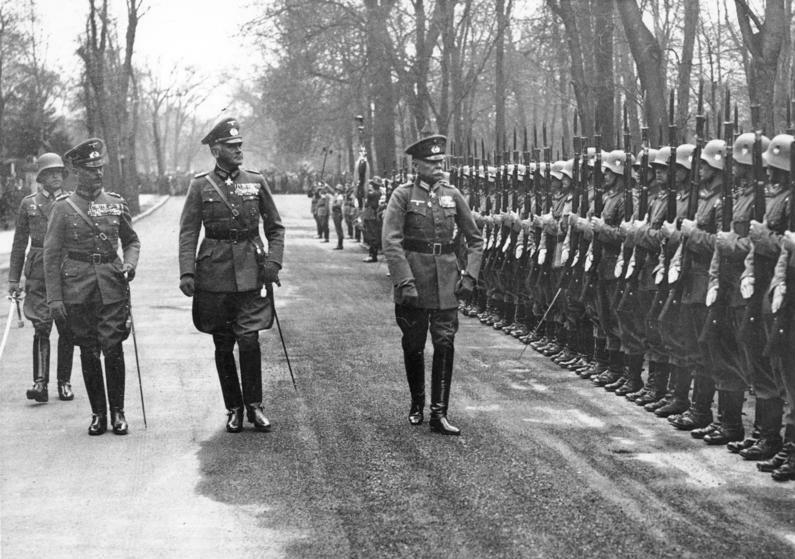
名誉連隊長服を着るゼークト

1936年4月、第67歩兵連隊（de:Kaiser Alexander Garde-Grenadier-Regiment Nr. 1）の名誉連隊長に叙された。12月27日にベルリンで死去した。

## キャリア

### 階級
- 1913年4月4日、中佐[29]
- 1915年1月27日、大佐[29]
- 1915年6月26日、少将[29]
- 1920年6月18日、中将[29]
- 1920年12月28日、歩兵大将[29]
- 1926年1月1日、上級大将[29]

## 業績

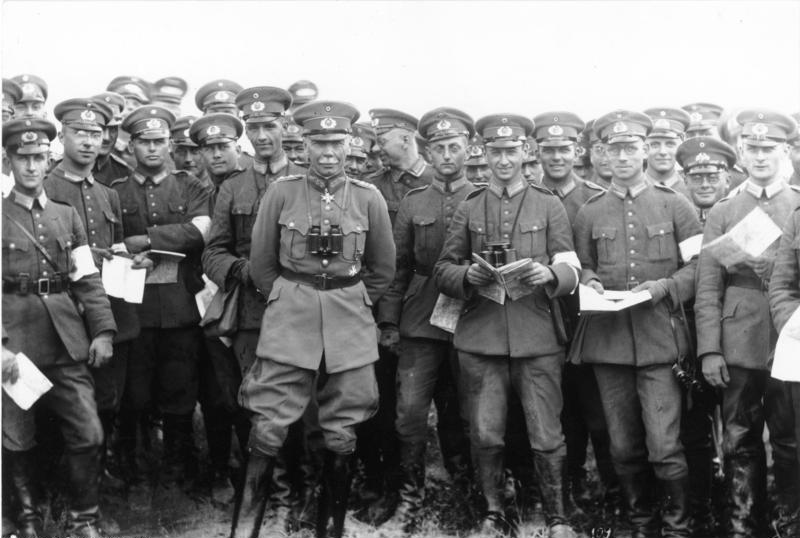
ゼークトと将兵たち（1925年）

ゼークトは縮小を余儀なくされたドイツ陸軍の再建に貢献した人物として評価されているが、軍事理論家でもあり、また、それを実践した軍人でもあった。
ドイツの国防論について特に多くの考察を残しており、ヴェルサイユ条約によって陸上兵力は10万人以内とされた制限を尊重しながらも、以下のような軍事思想からドイツ軍を再建しようと考えた。
すなわち、新生ドイツ軍は少数精鋭であること、その錬度や士気は民兵や徴集兵に対して模範となる程度にまで高めるべきであること、現在の制限された10万人という兵員に対しては、将来に陸軍の規模が拡大されたときには優秀な幹部・下士官となるように専門的な訓練教育を行うことである。また、限られた兵力をカバーするための機動力を重要視しており、教育訓練においても部隊の運動を通じて部隊の質を上げようとした。

### 都市伝説としての「ゼークトの組織論」
軍人を4つのタイプに分類する「ゼークトの組織論」と呼ばれる軍事ジョークがあり、ゼークトが以下のように語ったとされる。
- 人間の資質は以下の4つの要素に大別できる。その4要素とは<利口><愚鈍><勤勉><怠慢>である。軍人としては、そのうちの2種類の組み合わせで以下のような適性に振り分けることができる。
  - 利口で怠慢 - 指揮官に適している。
  - 利口で勤勉 - 参謀に適している。
  - 愚鈍で怠慢 - 命令を忠実に実行するのみの役職に適している。
  - 愚鈍で勤勉 - このような者を軍隊において重用してはならない。

これは実際には同時期のドイツ軍人であったクルト・フォン・ハンマーシュタイン＝エクヴォルトが副官に述べたとされるものが元になっている。
何故“ゼークトの言”であるとされたのかについての経緯は定かではないが、一つに、日本においては戦争漫画家の小林源文の著作である『第2次朝鮮戦争 -ユギオII-』の作中において、前述のハンマーシュタイン＝エクヴォルトの言とほぼ同様のものが
として記述されており、この作品の初出はハンマーシュタイン＝エクヴォルトについての著作が日本で和訳・出版された年よりも前であったため、こちらの方で先に知られることになったためと推定される。また、この作品中では前掲の部分に続けて
とあり、“ゼークトの組織論”という通称もこの作品によるものと推測される。 
なお、日本においてはこの“ゼークトの組織論”として流布しているものは、ハンマーシュタイン＝エクヴォルトの原典と比較すると「愚鈍で怠慢なタイプ」について「兵卒に向いている」「連絡将校程度ならこなせるだろう」とされたり、「愚かで勤勉なタイプ」について「軍人にしてはならない」「無能な働き者は処刑するしかない」等の改変が加えられている例がある。前述の小林源文『第2次朝鮮戦争 -ユギオII-』の作中では
と書かれている。

## 著作
ゼークトの著作には、下記がある。
- Gedanken eines Soldaten,1929（一軍人の思想）
- Die Zukunft des Reiches,1929 （ドイツ国の将来）
- Antikes Feldherrntum,1929（古代将帥論）
- Landesverteidigung,1930（国防）
- Moltke. Ein Vorbild,1931（モルトケ）
- Wege deutscher Außenpolitik,1931（ドイツ国防の方途）
- Deutschland zwischen West und Ost,1933（東西間のドイツ）

邦訳書は、1940年代に刊行された下記3冊のみ。
- 篠田英雄訳 編『一軍人の思想』岩波書店〈岩波新書 赤版〉、1940年5月30日。ISBN 9784004000679。

Gedanken eines Soldatenの邦訳で、14の論考を収録。防衛研究所や航空自衛隊幹部学校が戦後に復刊した後、2018年に岩波新書 で新装刊行。
- 齋藤栄治訳 編『ドイツ国の基本的諸問題』育生社弘道閣、1943年1月1日。ASIN B000JAY00C。

35の論考を収録し、さらに『古代将帥論』を附している。
- 齋藤栄治訳 編『モルトケ』岩波書店〈軍事文化叢書〉、1940年5月30日。ASIN B000JAPSRG。

5の論考を収録。

## 研究書
- 『クラウゼヴィッツと「戦争論」』、清水多吉・石津朋之編、彩流社、2008年

ゼークトの戦略論を踏まえた研究。第8章で小堤盾（軍事史研究）が、ゼークト、ルーデンドルフ、ベックの軍事戦略思想について詳しく考察している。